# Luis Alberto Sánchez
Luis Alberto Félix Sánchez Sánchez (ur. 12 października 1900 w Limie, zm. 6 lutego 1994 tamże) – peruwiański adwokat, prawnik, filozof, historyk i polityk, historyczny lider Amerykańskiego Rewolucyjnego Sojuszu Ludowego APRA, późniejszy senator, marszałek Senatu, wiceprezydent i premier kraju.

## Życiorys
Ukończył studia na Uniwersytecie San Marcos. Wiele lat życia spędził w Panamie, Kolumbii i Meksyku.  W latach 1985–1990 – podczas prezydentury Alana Garcíi – piastował stanowisko pierwszego wiceprezydenta Peru. W tym czasie – od 15 maja do 30 września 1989 – pełnił również funkcję premiera kraju.

## Tłumaczenia
Będąc na obczyźnie, zarabiał, między innymi, jako tłumacz literatury obcej. Oto autorzy, których dzieła przetłumaczył z francuskiego, angielskiego bądź niemieckiego na hiszpański: André Siegfried, André Maurois, Rainer Maria Rilke, H.G. Wells, Germaine Ramos, Romain Rolland, Waldo Frank, Federico Lefèvbre, Gieorgij Plechanow, Henry de Montherlant, François Mauriac, Boris Davidovich, Ernst Erich Noth, Henry Ardant, Jean François, Gaston Martin, Margaret Mitchell, Julien Benda, Jacques Maritain, Luis Le François,  André Malraux, James Joyce, Karol Marks i Walt Steward.